# BeatStream
BeatStream（ビートストリーム）は、コナミアミューズメント（2016年10月まではコナミデジタルエンタテインメント）が2014年7月17日に発売した音楽ゲーム。
公式の略称は「ビースト」。タイトルロゴのデザインではカタカナ表記の「ビートストリーム」が大書きされている。

## 概要
筐体は猫耳をイメージしたデザインの上下2画面からなり、上画面はムービーなどを表示する液晶パネル、下画面は多点タッチ可能なタッチパネルになっている。ゲームプレイは全て下画面で行われ、上画面は楽曲情報やムービーが表示されるのみとなっている。また、下画面に用いられているタッチパネルは静電容量方式（スマートフォンで使われている方式）となっている。
本作の大きな特徴として、映像に力を入れており、大多数の楽曲に専用ムービーがついていることが挙げられる。収録楽曲はアニメソング、VOCALOID楽曲、東方Projectの楽曲などが多く、それらの出典の映像がそのまま使用されていることが多い。逆に、J-POP系の版権曲は収録されていない。ただし、一部の楽曲についてはジャンルごとの汎用ムービーが使用されている。また、ローカルマッチングを行うと、連結した筐体を貫通する映像演出を出すことも可能。
台湾・香港・マカオでも「BST動漫音樂」という中訳タイトルで稼働している。
同社のSOUND VOLTEX同様、標準でヘッドホン端子を搭載。音量は15段階で調節可能。

## シリーズ作品
BeatStream
シリーズ1作目。2014年7月17日稼働開始。
BeatStream アニムトライヴ
シリーズ2作目。2015年12月21日順次稼働開始。前月11月に仮題「BeatStream2」としてロケテストを実施していたが、翌月に正式タイトルが発表された。
2017年8月31日をもって全サービスを終了。『ミライダガッキ』や『Dance Evolution ARCADE』で実施されたオフライン対応も行われず、同年9月1日5時以降はe-AMUSEMENTへの接続有無を問わず一切プレーすることができなくなった。
本作の筐体については2017年3月1日以降、同日に稼働開始した『ノスタルジア』に順次コンバートされる。終了日まではコンバートせずに『BeatStream』としての稼働を続けることも可能だった。同作へのコンバートを行わなかった筐体については全面廃棄となる。
唯一、終了日までにKONAMIとe-AMUSEMENT契約を打ち切った店舗（Beat Streamだけでなく、すべてのサービス）の筐体だけは打ち切った時点までの曲を所持した状態でプレー可能となっている。

## ゲームシステム
タッチパネルを指で直接タッチし、表示されるノーツを処理していく。主な判定ラインは画面中央にある正八角形型の「ジャッジリング」で、ここに向かって（一部を除き）ノーツが画面外8方向から飛んでくる。この8方向とは、セガの音楽ゲーム「maimai」とは異なり、縦、横、斜めとなっている。
判定は良い方から順に「サイコー/Fantastic（完璧）」「ヨッシャー/Great（少しずれた）」「オシイ/Fine（ややずれた）」「スカッ/Miss（大きくずれた・見逃した・途中で離した）」があり、スカッ/Missを出すとコンボが切れる。
難易度は「LIGHT」「MEDIUM」「BEAST」「NIGHTMARE」の4段階で、難易度レベルは1から10まで存在する。ステージ数はSCENEで表示される。LIGHT、MEDIUM、BEASTに関しては全楽曲に存在するが、NIGHTMAREは一部の楽曲のみに存在し、楽曲選択画面から「BEASTHACKER」モードを選択することによりプレイ可能（後述）。
アニムドライヴでは曲のサビに入ると HIGHTENSION モードに突入し、曲に合ったエフェクトが付く。ただし一定時間だけで、サビじゃないところや2回起こることもあり、一部無い曲とある曲がある。
コインプレイは3曲プレイ保障（2014年9月3日以降・それまでは最低2曲プレイ保障（SCENE 1をクリア出来なくてもSCENE 2に進出可））。PASELIプレイは最低3曲プレイ保障で1st SCENE から3rd SCENEまで全てクリアするとBONUS SCENE（4曲目）がプレイ可能。さらにPASELIプレイでBEAST MODEを選択すると、たとえ3rd SCENEまで全曲クリア出来なくてもBONUS SCENEをプレイ可能（完全4曲プレイ保障）。なおBONUS SCENEは「TEAM BATTLE」であっても必ずシングルプレイ（「STANDARD」プレー相当）となる。また、プレーの際にシーンの表記が「1st SCENE」であったり「SCENE 1」であったりと曖昧な面もある。
またコインプレイ時は1・2曲目でプレイできる楽曲のレベルに制限がかかるが、後述のプレイヤーランクを上げることでその制限を緩和することができる。

### ゲームモード
SINGLE
1人でのプレイで、「STANDARD」「TEAM BATTLE」を選択可能。
STANDARDは個人でのプレイとなり、BEASTHACKER（後述）は現在ここでしか選択できない。
TEAM BATTLEでは全国でオンラインマッチングを行い、4対4の計8人（時間内にマッチングできなかった場合は人数埋めにCPUが参加する場合もある）でチームの合計スコアを競う。
FRIEND
同一店内でのローカルマッチングであり、最大4人で同一楽曲を選択・プレイできる。
エントリー終了後自動的にオンラインマッチングが行われ、店舗内のプレイヤーが同一チームとなった上でTEAM BATTLEが発生する。
難易度は各プレイヤーがそれぞれ選択可能。ただし自分が解禁していない難易度の譜面を選択することはできない（後述）。
COURSE
指定された4曲の楽曲を連続してプレイする。
通常プレイ時と得点計算が異なり、コンボ数（Missを出さずに連続でノーツをタッチできた数）に応じて1ノーツあたりの得点が増加する。コンボ数は次の曲にも引き継がれる。
1～3曲目終了時点でゲージがなくなった場合、コインプレイの場合はそこで終了となるが、PASELIプレイの場合は（クリア扱いにはならないが）最後の4曲目までプレイできる。

### 楽曲などの追加
新たに解禁できる楽曲の多くはLIGHT譜面のみ（一部楽曲はBEAST譜面まで）最初からプレイ可能で、そこにMEDIUM・BEAST・NIGHTMARE譜面を追加していくという仕様である。
下記の他に、期間限定のキャンペーンで入手できる楽曲なども存在する。
タカハシサンラボ
最も一般的な楽曲解禁方法。プレイ終了後に現れる画面にて、プレイ中に獲得した「Ｖ（ボルト）」と呼ばれるポイントを消費して新たな譜面を解禁することができる。ただし「COURSE」モードではＶを獲得できない。
Ⅴを使用してラボに並ぶ未読メールを受信する形式となっている。
ここで解禁できるのはMEDIUM・BEAST譜面のみで、基本的に50%受信でMEDIUM譜面が、受信完了（100%受信）でBEAST譜面がそれぞれ解禁される。また楽曲によっては、オンラインマッチングの待機時間中のチャットで利用できる顔文字・コメント等も入手できる。
Ｖは1プレイにつき1つの楽曲（未読メール）に対してしか使用できず、受信完了時に余ったＶは次回プレイに持ち越すことができる。また使用せずそのままラボを終了してもＶは持ち越される。ただし持ち越せるＶの上限は自身のプレイヤーランク（後述）に影響され、ランク未所持の場合は持ち越すことができず、ラボ終了時に持っていたⅤが全て破棄されてしまうので要注意。
「アニムトライヴ」ではこの方法は廃止され、ここで入手できる楽曲はあらかじめ解禁された状態となった。
BEASTHACKER（ビーストハッカー）
解禁したい楽曲ごとに指定された5つの課題（STEP）を順にクリアし、全て達成するとNIGHTMARE譜面を獲得できる。
BEASTHACKERモード自体が1プレイにつき1回しか選択できないため、解禁には最低でも5プレイ必要。
まず挑戦権を得るために特定楽曲のBEAST譜面をクリアする必要があり、課題はいずれも高得点クリアまたはフルコンボクリアが条件のため、中・上級者向けである。
BEAST CHALLENGE（ビーストチャレンジ）
特定の挑戦条件（楽曲を○回クリア等）を満たすと出現する「トライアル」をクリアすることによりプレイヤーランクを上げることができる。
現在0（ランク未所持）から15まで存在し、このランクに応じて、貯められるＶの上限上昇やコインプレイ時のレベル規制緩和などの特典を得られる。
上位のランクでは挑戦料としてＶが消費され、トライアルに失敗すると挑戦条件リセットなどのリスクも伴う。

### ノーツの種類
一部を除いたノーツのスクロール速度は、曲の速さに関わらず一定であり、プレイ画面にて0.5倍から2.0倍まで0.1刻みで自由に調節可能。また、画面下側のノーツはプレイヤー自身の腕による死角となるため、真下と両隣の三方向については、リング上に予告バーが表示される。
通常ノーツ
ピンク色で表示される。ジャッジリングに重なった瞬間にタッチする。必ず1つずつ飛んでくる。
同時押しノーツ
黄色と青の2色あり、同タイミングのものは同色で表示される。色はどれとどれの同時押しかを分かりやすくするため、黄色と青が交互に表示される。2つ以上のノーツが同時に飛んでくる。
ロングノーツ
始点と終点をもつ長いノーツで、ジャッジリングに向かって飛んでくる。始点でタッチして、終点まで押さえ続ければよい。始点で判定（Fine以上）が仮決定され、終点でその判定が確定する。終点に判定がないため終点に合わせて指を離す必要はないが、途中で離すと仮判定と残りのノーツが破棄されてMissとなる。他のBEMANI機種と違って、左手で押した場合は必ず左手でしないといけない。反対の手に入れ替えてしまうとMISSになる。
通常押しと同時押しの2種類が存在する。
リップルノーツ
このノーツはジャッジリングの両脇に3個ずつ判定枠がある。判定枠に湧き出るようにして出現し、完全に枠に重なった瞬間にタッチする。
難易度NIGHTMAREのみ、画面中央（ジャッジリング内）にもリップルノーツが出現する（計7箇所）。
通常押しと同時押しの2種類が存在し、リップルノーツと通常ノーツなどを組み合わせた同時押しも存在する。
スラッシュノーツ
ジャッジリングに向かって飛んでくる四角型のノーツ。ジャッジリングに重なる瞬間にフリックする。フリックではなくタッチした場合もMissにはならないが、最高でもFine評価しか得られない。
通常押しと同時押しの2種類が存在する。
ストリームノーツ
ジャッジリングの外側の上下左右に、画面の端と並行な方向に4箇所出現する。三角形のつまみが出現し、それを始点から終点まで判定ラインに沿ってスライドする。
難易度NIGHTMAREのみ、ジャッジリング付近から6方向（横、及び斜め方向）へ放射状に（またはその逆方向に）スライドするやや短いストリームノーツが出現する。
このノーツは特殊で、時間内（判定ラインが消えるまで）にスライドを成功させたか否かで判定を行うため、判定が「Fantastic」「Miss」しかない。スライドする速さは無関係。
判定ラインには小さな三角形がいくつかあり、そこを通過させるとコンボが1ずつ増加する。この仕様により、判定総数と最高コンボ数が一致しない。
「アニムトライヴ」からは始点で素早くスライドするだけで三角形が判定ラインの上を滑る仕様に変更され、終点までスライドする必要が無くなった。また判定ラインの形も多岐にわたるようになった。

### スコア・クリア判定
クリア判定は画面中央・ジャッジリング内側にある増減式のゲージで行う。ゲージはMiss以外で増加し（Fantasticが最大）、Missで3％減少。30％からスタートし、曲が終了した時点で70％以上あればクリアとなる。
スコアは通常はコンボ数に依存せず、同じ種類のノーツは同じ配点となっている。このため、途中の1度のMissで大きく減点されることはない。各曲一律1,000,000点満点で、コンボを一度も切らずに（Missなしで）曲を終了するとFULL COMBO、全てのノーツでFantasticを獲得すると満点となりPERFECTとなる。ただし、COURSEモードのみコンボ数に応じて得点が増加する仕様となっている。

## 登場キャラクター
BisCo（ビスコ）
声：洲崎綾
本作のナビゲートキャラクター。
地球から22億光年離れた惑星B-10からやってきた猫耳型アンドロイドの少女。家無し。
地球で目にした「音の鳴る動く絵」を集めることに興味がある。
顔文字やアスキーアートが好きで、会話の中で多用する。
誕生日は12月25日。
タカハシサン
BisCoのサポートのために地球に送り込まれた黒い箱状の猫。
彼女のメンテナンスも行っている。
人の言葉を話すが、かなり辛口。面倒見の良い一面もある。
にゃん
タカハシサンとともに送り込まれた白い箱状の猫。
BisCoの頭の上がお気に入りだが、たまにBisCoに忘れられ、落し物置き場に保管されている。
高さは5センチ。
Mei（メイ）
楽曲集めの仕事で地球にやってきたBisCoと同型の猫耳型アンドロイドの女性で、彼女にライバル意識を燃やしている。
甘いものに目がなく、ちくわパフェをはじめとした地球のお菓子に夢中。
だが、食べても食べてもエネルギーとして変換されないため不服に感じているらしい。
ToRa（トラ）
BisCoより製造番号が1つ新しい猫耳型アンドロイドの少年。
性能は彼女と大差ないのだが、自分が優れていると思い込んでいる。
地球の特撮ヒーローに憧れ、専らフィギュア集めをしている。
物事を深く考えるのが苦手。